# 2015 KBS演技大獎
《2015 KBS演技大獎》（韓語：2015 KBS 연기대상）為KBS於2015年度頒發的電視劇大獎。詳細入圍名單將於頒獎典禮當天公布。

## 入圍與獲獎
- （順序依名字排序）

### 大獎
- 颁奖嘉宾：(KBS社長)、劉東根
- 高斗心《奇怪的兒媳》、《拜託了，媽媽》
- 金秀賢《製作人》

### PD獎
- 颁奖嘉宾：SBSPD、金知碩
- 金惠子《不善良的女人們》

### 作家獎
- 颁奖嘉宾：
- 金仁英《不善良的女人們》

### 最優秀演技獎
- 颁奖嘉宾：宋一國

#### 男子最優秀演技獎
| 入圍者 | 入圍作品              | 結果 |
| ------ | --------------------- | ---- |
| 金相中 | 《懲毖錄》            | 提名 |
| 金秀賢 | 《製作人》            | 提名 |
| 蘇志燮 | 《Oh My Venus》       | 獲獎 |
| 張赫   | 《生意之神—客主2015》 | 提名 |
| 鄭在詠 | 《Assembly》          | 提名 |

#### 女子最優秀演技獎
| 入圍者 | 入圍作品           | 結果 |
| ------ | ------------------ | ---- |
| 高斗心 | 《拜託了，媽媽》   | 提名 |
| 孔曉振 | 《製作人》         | 提名 |
| 金惠子 | 《不善良的女人們》 | 提名 |
| 申敏兒 | 《Oh My Venus》    | 提名 |
| 蔡時那 | 《不善良的女人們》 | 獲獎 |

### 迷你電視劇部門優秀演技獎
- 颁奖嘉宾：吳閔碩、孫汝恩

#### 迷你電視劇部門 男子優秀演技獎
| 入圍者 | 入圍作品                 | 結果 |
| ------ | ------------------------ | ---- |
| 金秀賢 | 《製作人》               | 提名 |
| 車太鉉 | 《製作人》               | 獲獎 |
| 陸星材 | 《Who Are You—學校2015》 | 提名 |
| 徐仁國 | 《記得你》               | 提名 |
| 蘇志燮 | 《Oh My Venus》          | 提名 |
| 朱相昱 | 《蒙面檢察官》           | 提名 |

#### 迷你電視劇部門 女子優秀演技獎
| 入圍者 | 入圍作品                 | 結果 |
| ------ | ------------------------ | ---- |
| 孔曉振 | 《製作人》               | 提名 |
| IU     | 《製作人》               | 提名 |
| 金所泫 | 《Who Are You—學校2015》 | 提名 |
| 裴宗玉 | 《SPY》                  | 提名 |
| 申敏兒 | 《Oh My Venus》          | 獲獎 |
| 張娜拉 | 《記得你》               | 提名 |

### 中篇電視劇部門優秀演技獎
- 颁奖嘉宾：申鉉濬、徐睿知

#### 中篇電視劇部門 男子優秀演技獎
| 入圍者 | 入圍作品              | 結果 |
| ------ | --------------------- | ---- |
| 朴赫權 | 《不善良的女人們》    | 提名 |
| 劉五性 | 《生意之神—客主2015》 | 提名 |
| 張赫   | 《生意之神—客主2015》 | 獲獎 |
| 鄭在詠 | 《Assembly》          | 提名 |
| 池珍熙 | 《Blood》             | 提名 |

#### 中篇電視劇部門 女子優秀演技獎
| 入圍者 | 入圍作品              | 結果 |
| ------ | --------------------- | ---- |
| 金玟廷 | 《生意之神—客主2015》 | 獲獎 |
| 金惠子 | 《不善良的女人們》    | 提名 |
| 宋玧妸 | 《Assembly》          | 提名 |
| 蔡時那 | 《不善良的女人們》    | 提名 |
| 韓彩雅 | 《生意之神—客主2015》 | 提名 |

### 長篇電視劇部門優秀演技獎
- 颁奖嘉宾：安在旭、蘇有珍

#### 長篇電視劇部門 男子優秀演技獎
| 入圍者 | 入圍作品         | 結果 |
| ------ | ---------------- | ---- |
| 金甲洙 | 《拜託了，媽媽》 | 獲獎 |
| 金相中 | 《懲毖錄》       | 提名 |
| 金太祐 | 《懲毖錄》       | 獲獎 |
| 李尚禹 | 《拜託了，媽媽》 | 提名 |
| 李浚赫 | 《青鳥之家》     | 提名 |

#### 長篇電視劇部門 女子優秀演技獎
| 入圍者 | 入圍作品         | 結果 |
| ------ | ---------------- | ---- |
| 景收真 | 《青鳥之家》     | 提名 |
| 高斗心 | 《拜託了，媽媽》 | 提名 |
| 柳真   | 《拜託了，媽媽》 | 獲獎 |
| 崔明吉 | 《青鳥之家》     | 提名 |

### 日日劇部門優秀演技獎
- 颁奖嘉宾：申素律、崔允英

#### 日日劇部門 男子優秀演技獎
| 入圍者 | 入圍作品           | 結果 |
| ------ | ------------------ | ---- |
| 郭時暘 | 《全都會好的》     | 獲獎 |
| 金民修 | 《依然綠茵的日子》 | 提名 |
| 成赫   | 《我的愛屬於你》   | 提名 |
| 安內相 | 《今天開始我愛你》 | 提名 |
| 林湖   | 《星星閃爍》       | 獲獎 |
| 在喜   | 《守護家族》       | 提名 |

#### 日日劇部門 女子優秀演技獎
| 入圍者 | 入圍作品           | 結果 |
| ------ | ------------------ | ---- |
| 姜星   | 《守護家族》       | 獲獎 |
| 高媛熙 | 《星星閃爍》       | 提名 |
| 宋昰昀 | 《依然綠茵的日子》 | 提名 |
| 林世美 | 《今天開始我愛你》 | 提名 |
| 崔允英 | 《全都會好的》     | 提名 |
| 韓彩雅 | 《我的愛屬於你》   | 獲獎 |

### 助演獎
- 颁奖嘉宾：申成祿

#### 男子配角獎
| 入圍者 | 入圍作品                           | 結果 |
| ------ | ---------------------------------- | ---- |
| 金圭哲 | 《懲毖錄》、《生意之神—客主2015》  | 獲獎 |
| 金民教 | 《我的愛屬於你》                   | 提名 |
| 金知碩 | 《無理的前進》、《不善良的女人們》 | 提名 |
| 朴寶劍 | 《記得你》                         | 獲獎 |
| 吳閔碩 | 《拜託了，媽媽》                   | 提名 |
| 張鉉誠 | 《Assembly》                       | 提名 |

#### 女子配角獎
| 入圍者 | 入圍作品                           | 結果 |
| ------ | ---------------------------------- | ---- |
| 金瑞亨 | 《Assembly》                       | 獲獎 |
| 金惠恩 | 《懲毖錄》、《不善良的女人們》     | 提名 |
| 徐宜淑 | 《不善良的女人們》                 | 提名 |
| 孫汝恩 | 《拜託了，媽媽》                   | 提名 |
| 嚴賢璟 | 《青鳥之家》、《全都會好的》       | 獲獎 |
| 李美度 | 《不善良的女人們》、《無理的前進》 | 提名 |
| 趙銀淑 | 《今天開始我愛你》、《星星閃爍》   | 提名 |

### 獨幕劇獎
- 颁奖嘉宾：趙達煥、金所泫

#### 男子 獨幕劇獎
| 入圍者 | 入圍作品                   | 結果 |
| ------ | -------------------------- | ---- |
| 金大明 | 《紅月亮》                 | 提名 |
| 金永哲 | 《風在希望之地吹》         | 提名 |
| 奉太奎 | 《鷺梁津站的火車不再鳴聲》 | 獲獎 |
| 劉五性 | 《那兄弟的夏天》           | 提名 |
| 李準   | 《鬼神在幹什麼》           | 提名 |

#### 女子 獨幕劇獎
| 入圍者 | 入圍作品                   | 結果 |
| ------ | -------------------------- | ---- |
| 金英玉 | 《雪路》                   | 獲獎 |
| 文知茵 | 《滑稽的女子》             | 提名 |
| 李荷娜 | 《冒牌家庭》               | 獲獎 |
| 趙秀香 | 《鬼神在幹什麼》、《雪路》 | 提名 |
| 崔明吉 | 《契約的男兒》             | 提名 |

### 新人獎
- 颁奖嘉宾：徐仁國、金瑟琪

#### 男子新人獎
| 入圍者 | 入圍作品                 | 結果 |
| ------ | ------------------------ | ---- |
| 陸星材 | 《Who Are You—學校2015》 | 提名 |
| 南柱赫 | 《Who Are You—學校2015》 | 提名 |
| 宋再臨 | 《不善良的女人們》       | 提名 |
| 呂珍九 | 《橘皮馬末蘭果醬》       | 獲獎 |
| 李源根 | 《無理的前進》           | 提名 |
| 崔泰俊 | 《拜託了，媽媽》         | 提名 |

#### 女子新人獎
| 入圍者 | 入圍作品                     | 結果 |
| ------ | ---------------------------- | ---- |
| 金所泫 | 《Who Are You—學校2015》     | 獲獎 |
| 曹秀香 | 《Who Are You—學校2015》     | 提名 |
| 金雪炫 | 《橘皮馬末蘭果醬》           | 提名 |
| 尹瑞   | 《今天開始我愛你》           | 提名 |
| 趙寶兒 | 《拜託了，媽媽》             | 提名 |
| 蔡秀彬 | 《青鳥之家》、《無理的前進》 | 獲獎 |

### 青少年演技獎
- 颁奖嘉宾：郭東延、洪和利

#### 男子青少年獎
| 入圍者 | 入圍作品              | 結果 |
| ------ | --------------------- | ---- |
| 吉政佑 | 《拜託了，媽媽》      | 提名 |
| 徐榮柱 | 《雪路》              | 提名 |
| 趙賢道 | 《生意之神—客主2015》 | 提名 |
| 蔡相宇 | 《不善良的女人們》    | 提名 |
| 崔權洙 | 《那兄弟的夏天》      | 獲獎 |

#### 女子青少年獎
| 入圍者 | 入圍作品     | 結果 |
| ------ | ------------ | ---- |
| 金賽綸 | 《雪路》     | 提名 |
| 金幼彬 | 《星星閃爍》 | 提名 |
| 金志珉 | 《Assembly》 | 提名 |
| 金香奇 | 《雪路》     | 獲獎 |
| 張書熙 | 《星星閃爍》 | 提名 |

### 人氣獎
- 颁奖嘉宾：李在濬、金民修（朝鲜语：김민수 (1983년)）

#### 男子人氣獎
- 南柱赫《Who Are You—學校2015》
- 朴寶劍《記得你》

#### 女子人氣獎
- 金雪炫《橘皮馬末蘭果醬》
- 趙寶兒《拜託了，媽媽》

### 網络人氣獎
- 颁奖嘉宾：山姆·奧居里（英语：Sam Okyere）、簡美妍

#### 網络男子人氣獎
| 入圍者 | 入圍作品                 | 結果 |
| ------ | ------------------------ | ---- |
| 郭時暘 | 《全都會好的》           | 提名 |
| 金相中 | 《懲毖錄》               | 提名 |
| 金秀賢 | 《製作人》               | 獲獎 |
| 金在中 | 《SPY》                  | 提名 |
| 南柱赫 | 《Who Are You—學校2015》 | 提名 |
| 柳秀榮 | 《奇怪的兒媳》           | 提名 |
| 朴寶劍 | 《記得你》               | 提名 |
| 朴鎮宇 | 《今天開始我愛你》       | 提名 |
| 徐仁國 | 《記得你》               | 提名 |
| 成赫   | 《我的愛屬於你》         | 提名 |
| 蘇志燮 | 《Oh My Venus》          | 提名 |
| 宋再臨 | 《不善良的女人們》       | 提名 |
| 安宰賢 | 《Blood》                | 提名 |
| 呂珍九 | 《橘皮馬末蘭果醬》       | 提名 |
| 陸星材 | 《Who Are You—學校2015》 | 提名 |
| 李尚禹 | 《拜託了，媽媽》         | 提名 |
| 李源根 | 《無理的前進》           | 提名 |
| 李浚赫 | 《青鳥之家》             | 提名 |
| 李夏率 | 《星星閃爍》             | 提名 |
| 李海宇 | 《依然綠茵的日子》       | 提名 |
| 張赫   | 《生意之神—客主2015》    | 提名 |
| 在喜   | 《守護家族》             | 提名 |
| 鄭在詠 | 《Assembly》             | 提名 |
| 朱相昱 | 《蒙面檢察官》           | 提名 |

#### 網络女子人氣獎
| 入圍者 | 入圍作品                                 | 結果 |
| ------ | ---------------------------------------- | ---- |
| 姜星   | 《守護家族》                             | 提名 |
| 高聖熙 | 《SPY》                                  | 提名 |
| 高媛熙 | 《星星閃爍》                             | 提名 |
| 孔曉振 | 《製作人》                               | 提名 |
| 具惠善 | 《Blood》                                | 提名 |
| 金玟廷 | 《生意之神—客主2015》                    | 提名 |
| 金所泫 | 《Who Are You—學校2015》                 | 獲獎 |
| 金多絮 | 《奇怪的兒媳》                           | 提名 |
| 金雪炫 | 《橘皮馬末蘭果醬》                       | 提名 |
| 宋玧妸 | 《Assembly》                             | 提名 |
| 宋昰昀 | 《依然綠茵的日子》                       | 提名 |
| 申敏兒 | 《Oh My Venus》                          | 提名 |
| IU     | 《製作人》                               | 提名 |
| 柳真   | 《拜託了，媽媽》                         | 提名 |
| 林世美 | 《今天開始我愛你》                       | 提名 |
| 張娜拉 | 《記得你》                               | 提名 |
| 鄭恩地 | 《無理的前進》                           | 提名 |
| 蔡秀彬 | 《青鳥之家》／《無理的前進》             | 提名 |
| 崔允英 | 《全都會好的》                           | 提名 |
| 韓彩雅 | 《我的愛屬於你》／《生意之神－客主2015》 | 提名 |

### 最佳情侶獎
| 入圍者         | 入圍作品                 | 結果 |
| -------------- | ------------------------ | ---- |
| 在喜＆姜星     | 《守護家族》             | 提名 |
| 徐仁國＆張娜拉 | 《記得你》               | 提名 |
| 徐仁國＆朴寶劍 | 《記得你》               | 提名 |
| 韓彩雅＆成赫   | 《我的愛屬於你》         | 提名 |
| 鄭恩地＆李源根 | 《無理的前進》           | 提名 |
| 金多絮＆柳秀榮 | 《奇怪的兒媳》           | 提名 |
| 柳真＆李尚禹   | 《拜託了，媽媽》         | 提名 |
| 吳閔碩＆孫汝恩 | 《拜託了，媽媽》         | 提名 |
| 崔泰俊＆趙寶兒 | 《拜託了，媽媽》         | 提名 |
| 安宰賢＆具惠善 | 《Blood》                | 提名 |
| 金在中＆高聖熙 | 《SPY》                  | 提名 |
| 鄭在詠＆宋玧妸 | 《Assembly》             | 提名 |
| 蘇志燮＆申敏兒 | 《Oh My Venus》          | 獲獎 |
| 呂珍九＆金雪炫 | 《橘皮馬末蘭果醬》       | 提名 |
| 張赫＆韓彩雅   | 《生意之神－客主2015》   | 獲獎 |
| 李荷娜＆宋再臨 | 《不善良的女人們》       | 提名 |
| 李浚赫＆景收真 | 《青鳥之家》             | 提名 |
| 李相燁＆蔡秀彬 | 《青鳥之家》             | 提名 |
| 車太鉉＆孔曉振 | 《製作人》               | 獲獎 |
| 金秀賢＆孔曉振 | 《製作人》               | 獲獎 |
| 金秀賢＆IU     | 《製作人》               | 提名 |
| 金所泫＆陸星材 | 《Who Are You—學校2015》 | 獲獎 |
| 金所泫＆南柱赫 | 《Who Are You—學校2015》 | 提名 |

## 入圍作品及分類

### 迷你電視劇
- 《記得你》
- 《無理的前進》
- 《奇怪的兒媳》
- 《蒙面檢察官》
- 《SPY》
- 《Oh My Venus》
- 《橘皮馬末蘭果醬》
- 《製作人》
- 《Who Are You—學校2015》

### 中篇電視劇
- 《Blood》
- 《Assembly》
- 《生意之神—客主2015》
- 《不善良的女人們》

### 長篇電視劇
- 《拜託了，媽媽》
- 《懲毖錄》
- 《青鳥之家》

### 日日劇
- 《守護家族》
- 《全都會好的》
- 《我的愛屬於你》
- 《今天開始我愛你》
- 《我們家蜜罈子》
- 《依然綠茵的日子》
- 《星星閃爍》

### 獨幕劇
- 《謝謝你，兒子啊》
- 《雪路》
- 《Oh! 奶奶》
- 《契約的男兒》
- 《鬼神在幹什麼》
- 《那兄弟的夏天》
- 《陌生童話》
- 《鷺梁津站的火車不再鳴聲》
- 《Live Shock》
- 《紅月亮》
- 《秘密》
- 《孩子的爸》
- 《知道如何找到它》
- 《冒牌家庭》
- 《站在原地》
- 《植髮的日子》
- 《希望風吹過的地方》
- 《滑稽的女子》

## 外部連結
- 韓國KBS官方網站（页面存档备份，存于）